# روبرتو جیملی
روبرتو جیملی (انگلیسی: Roberto Gimelli؛ زادهٔ ۱۶ ژوئیهٔ ۱۹۸۲) بازیکن فوتبال اهل ایتالیا است.
از باشگاه‌هایی که در آن بازی کرده‌است می‌توان به باشگاه فوتبال آنکونا، باشگاه فوتبال تریستیانا، باشگاه فوتبال پیزا، و باشگاه فوتبال پیستویزه اشاره کرد.